# When The Shit Hits The Fan/ Sunset BLVD
"When The Shit Hits The Fan/ Sunset BLVD" es la quincuagésima octava canción (trigésima sexta según quienes creen que las primeras 22 son de Runt y no de Rundgren) del reconocido cantante y compositor estadounidense Todd Rundgren, proveniente del álbum A Wizard, A True Star de 1973 (canción número 11) de estilo Pop Rock, conteniendo un solo de piano a la mitad de la canción, y en su final es fusionada con "Le Feel Internationale".
En el LP de vinilo, esta canción era la penúltima canción en el álbum. En este álbum le precede "Just Another Oninhead/ DAda Dali" y le sucede (como anteriormente se había dicho), "Le Feel Internationale".
Era muchas veces tocada en los primeros conciertos de Utopia junto a Le Feel Internationale.

## Instrumentaria
- Piano
- Batería
- Voz
- Bajo

## Apariciones
- A Wizard, A True Star (Álbum de Todd Rundgren de 1973)

- Datos: Q6167114